# グッドライフ〜ありがとう、パパ。さよなら〜
『グッドライフ〜ありがとう、パパ。さよなら〜』は、2011年4月19日から6月28日まで、関西テレビの制作によりフジテレビ系列で毎週火曜日の22時 - 22時54分に放送されていたテレビドラマ。初回は22時 - 23:時9分の15分拡大。新聞のテレビ欄やテレビ情報誌などでは単に「グッドライフ」として表記される。
主演は反町隆史。

## 概要
趙昌仁（チョ・チャンイン）による韓国のベストセラー小説『カシコギ』（日本名：トゲウオ）を原作とする作品で、舞台設定を現代の日本に置き換えてドラマ化。白血病と闘う幼い息子と、息子を献身的に看病する父親の儚い運命を描いたヒューマンドラマである。
キャッチコピーは「韓国で200万人が涙したベストセラー日本で待望のドラマ化」。
主演の反町隆史は、『GTO』以来13年ぶりにフジテレビ火曜22時枠で主演を務めた。また反町にとって、『ロト6で3億2千万当てた男』（ABC・テレビ朝日）以来3年弱ぶりとなる連続ドラマ主演作でもある。
本作は火10ドラマにおいて、2009年制作『リアル・クローズ』以来となる関西テレビ放送自主制作作品であった。ただし『リアル・クローズ』はホリプロが協力しており、関西テレビスタッフでの完全自主制作となるのは2007年の『牛に願いを Love&Farm』以来である。

## あらすじ
新聞記者の澤本大地は、家庭を省みず、常に仕事を優先していたが、ある日突然、妻・華織が家を出て行ってしまう。残された息子・羽雲（わく）の面倒を1人で見る事になる中で、息子から自分に向けられた無償の愛を知り、父子の絆を深めていくが、息子が白血病であることが発覚する。そして羽雲の治療が開始され予断を許さぬ一進一退の治療が進む中、父子間の絆もより一層深まっていく。やがて、ようやく羽雲の治療にも光明が見え始めた頃、大地自身の身に本人も思いもよらなかったある事実が…。

## キャスト

### 澤本家
澤本 大地 (38)
演：反町隆史（幼少期：坂口湧久 第1・3・9話 / 乳児：森内優斗 第9話）
本作の主人公。産和新聞社に勤務する報道記者。A型。何事にも厳しく、決して妥協を許さない仕事人間。論理的に人を糾弾することが得意で仕事での評価は高く、自身もその事に誇りを持つが、職場に仲間と呼べる人間はおらず、家庭も省みない。両親が自分の幼少期に死んだ過去があるため、家族の愛などの「無償の愛」には不器用なところがある。羽雲曰く「本当のパパは泣き虫」。
だが、羽雲と2人で暮らすようになってからは父親としての自覚が少しずつ芽生え、入院生活を送る息子のために不器用ながらも最大限の愛情を注ぐようになる。その流れで、保留していた華織との離婚も決断し、羽雲の親権を自分の側にした。また、羽雲への愛情が深まるにつれ、他人への接し方にも変化が出始めていた。ちなみに入院中の羽雲と一緒にいる時間を少しでも長くするため、劇中で職業は新聞記者 → 新聞社資料部職員 → エンタメ雑誌のフリーライターと変化していった。
羽雲のドナーが見つかったのと同じ時期に、手術が不可能な末期のすい臓がんが発見され、「余命半年」であることを宣告されるが、残された時間をすべて羽雲のために使うことを決断。羽雲の骨髄移植が無事成功し、退院してからしばらくの間は、羽雲と一緒に暮らしていたが、がんの転移により羽雲の前で急逝する恐れが出てきたため、「仕事の都合」と嘘をついて羽雲を華織に預け、入院した。
澤本 羽雲（わく） (6→7)
演：加部亜門
大地と華織の息子。愛称及び一人称：わっくん。一人称の事を同級生にからかわれているが、恥ずかしくて「俺」「僕」と言えない。当初は華織に連れられて大地のところを出ていってしまうはずだったが、羽雲自身がそれを拒否したため、大地のところへ残ることとなった。新聞記者である大地を誇りに思っており、退院後には自分が孤独になる時間が増えることを知りつつも、大地に新聞記者に戻ってもらうことを願っていた。また、将来の夢は新聞記者になることで、入院中から「わっくんしんぶん」なるものを大地の仕事態度をマネしつつ執筆し始めた。
大地と2人だけでの生活が始まってすぐに白血病を患っていることが判明し入院。一時は病状が悪化したが、骨髄移植が成功し退院する。物語開始時には6歳の小学1年生だったが、退院後には7歳になり、小学2年に進級していたことが分かった。
グリーンピースが嫌い。動物関連の知識が豊富で、同じクラスのあおいやCLSの七海からは「動物博士」と呼ばれている。
天宮（澤本） 華織 (34)
演：井川遥
大地の元妻で羽雲の母親。元はキュレーターで、展覧会の企画や開催までの全てを取り仕切っていた。キャリア志向だったが、羽雲の妊娠を機に専業主婦となる。育児ノイローゼにかかっていた時期があり、ある日夫と息子を残して1人家を出て行ってしまい、キュレーターに復職していた。この事に関して大地は当初母親が何の前触れもなく出て行ったことを非難していたが、大地に芽生えた父親としての感情が強くなってからは「羽雲を捨てて自分だけ逃げ出したこと」を非難するようになった。
しかし羽雲のことを捨てたつもりはなく、当初は前述の通り羽雲と一緒に出て行くつもりであったらしい。そのため、新しく住むようになったマンションも羽雲のために学校や動物公園が近いマンションにしており、また羽雲が白血病で入院したときには母親として見舞いに訪れたが、離婚によって羽雲の親権は大地のものになっていたため、当初は親権を持つ大地の許可なしで面会は許されない状況であった。
当初は仕事のことばかりで自分や羽雲のことには少しも気をかけなかった大地を軽蔑していたが、羽雲を献身的に看病する姿を見て若干ではあるが見直しつつあった。そのため、第10話で大地が仕事の都合で羽雲を預かってほしいと頼まれたときには、まだ大地が末期がんで余命が短いことを知らずにいて、「仕事の都合」で羽雲を再び預けようとしてきたことにショックを受けていた。
澤本 大地の父親
演：松重豊（第1・3・9話）
父親が大地に睡眠薬を飲ませて一緒に死のうとしたが、大地が拒否したため、自分だけ首を吊って自殺した。この直前に大地にラーメンを食べさせてから無理心中を図ったため、大地はラーメンを口にすることができなくなった。
大地の中では大人になってからも悪い印象しかなかったが、羽雲と暮らすうちに実は彼なりの不器用な最大限の愛情をうけていたことに気づいていった。
澤本 大地の母親
演：大川真澄（第9話、写真）

### 明青医科大学付属病院
紺野 七海 (25)
演：榮倉奈々
チャイルド・ライフ・スペシャリスト (CLS)。勉強熱心で直向きだが、理想が高く頭でっかちなところがある。頑張り屋だが、焦って空回りしてトラブルを引き起こす事もある。様々な局面で病棟の子供達や澤本親子と関わっていく中で、子供や親の気持ちの現実を目の当たりにしながらも一人の人間として大きく成長していく。
円山 湊人 (45)
演：伊原剛志
小児科医師。バツイチ。病院に寝泊まりし、寝癖だらけの髪で毎日出勤している。机の上も汚い。その上慇懃無礼で、看護師にはセクハラ三昧であるが、実は子供と真摯に向き合える優秀な医師である。
元々は血管・血液等の循環器専門でもあるため、大地の余命の見立ても行っていた。
黒木 啓二
演：渡辺邦斗
研修医。大地のCT（本人は大地のものとは知らない）を見て、「すい臓癌の末期で手術は不可能」であることを七海に教えた。
李信基（イ・シンギ）教授
演：チョン・ウソン（第6・7話）
小児白血病の権威。円山とはボストン留学時代からの友人。大地に「カシコギ」の話をし、「父親は我が子のためにどう生き、どう死んでいくべきなのか」という言葉を残す。
韓国医師
演：ミン・ユンスク（第6話）、チェイ・ヒュン（第7話）

#### 小児科の看護師
足立 優香
演：永池南津子
井上 英子
演：田嶌友里香
皆川 美紀
演：福田敦子（第1話 - 第7話）
蒲田 美代子
演：春山玲那（第1話 - 第7話）
真山 雅
演：羽村純子（第1話 - 第7話）
婦長
演：山野海（第1・2話）

#### 小児病棟患者（保護者）
藤本 太陽
演：小山颯（第1・2・3・4話）
羽雲の同室に入院している、羽雲と同じく白血病を患う小児患者。抗ガン剤の副作用ですでに髪の毛は全て抜け落ちているため、いつも毛糸の帽子をかぶっている。
まだ検査入院していた頃、寂しそうにしていた羽雲を病棟から連れ出し、哺乳器に入っている新生児を見に行く。その後はお互いにケンカしたり励まし合ったりするなど羽雲の良き友達となったが、容態が悪化し、第4話で亡くなる
はな
演：石井心愛（第1・2話）
東 まり
演：毛利恋子（第3話）
藤本 美紀
演：奥貫薫（第2・4話）
太陽の母親。妊娠中。第4話では羽雲を抱きしめ、「絶対元気になってね」と言う。
藤本 萌
演：ニイナ（第2・3・4話）
太陽の姉。
（役名不明）
演：本田大翔（第5話）
第5話で退院する際に羽雲に気づき、声をかける。
（役名不明）
演：本川嵐翔（最終話）
家に帰りたいと泣いているところを七海に励まされる。
父親
演：新垣直人（最終話）
泣いている自分の子供に何もできずに困っていたが、七海に助けてもらう。

### 上桜ヶ丘小学校
細川 良二
演：荒木宏文（第1・2・6・8話）
2年2組の担任教師。
瀬川 あおい
演：畑芽育（第1・2・4・5・8 - 最終話）
羽雲と同級生で仲良し。第5話で羽雲と水族館デートを楽しんだ。将来の夢はパティシエになること。
山下 陸
演：椙杜翔馬（第1・8・10・最終話）
いじめっ子のリーダー。将来の夢はサッカー選手になること。
川上 海
演：本田海青（第1・8・10・最終話）
陸の仲間。
谷中 空
演：山田瑛瑠（第1・8・最終話）
陸の仲間。
関根 健太
演：関戸咲介（第8・10話）
羽雲の同級生。

### 産和新聞社
奥田 真一
演：北見敏之（第1・3・6・10話）
産和新聞社社会部の部長。大地の元上司。大地の過去を知る唯一の人物。そのこともあってか、大地が離婚して羽雲を引き取ったことを知った時には大地の父親の末路から羽雲を華織に預けることを強く薦めたり、第6話で大地が会社を辞めた際にライターとしての仕事を紹介してあげるなど、大地のことを気に掛けた行動が多く見られた。
児島 賢哉
演：金井勇太（第1・2・4話）
大地の元部下。社会部記者。失敗の繰り返しで疲弊していく。大失態を犯して大地に叱責された後に自殺を図るが、一命を取り留める。
福島 貴之
演：RIKIYA（第1・2・3話）
大地の元部下。社会部記者。大地の発言からすると、大地がデスク昇進の話を断った後にデスクに就任したと思われるが、真偽は不明。
谷
演：山本龍二（第1・2・3話）
大地の元部下。社会部記者。
大地の本社上司
演：戸田昌宏（第4・6話）
職場のパソコンでソリティアに興じるなど、やる気のない態度を見せる。

### その他
雪村 慎平 (58)
演：鹿賀丈史
東京美術大学の教授。華織と偶然知り合い、良き相談相手として、彼女の心を支えていく。子供のために美術セミナーを開いている。羽雲の個性的な絵の才能を伸ばすことに生きがいを感じており、羽雲からも「ぺーせん」と呼ばれ慕われている。30年以上も前に、息子を事故で亡くしている。
水島 洋子
演：小橋めぐみ（第1・3話）
華織の職場の後輩。
（役名不明）
演：丸尾歩（第4・9話）
華織の同僚。名前は不明。

### ゲスト
二宮弁護士
演：岩松了（第1話）
華織の離婚代理人。
コンビニ店員
演：なすび（第1話）
エンタメ雑誌編集者
演：渡部紘平（第7話）
奥田の紹介で大地に記事を依頼する。
内藤
演：山崎一（第7・8話）
都立港中央病院の医師。大地の担当医。
編集者
演：永島和明（第8話）
秋口に政治的な大掛かりな記事をお願いしたいのだが、予定はどうなっているかと大地に聞く。
外科医
演：西沢仁太（第9話）
明青医科大学付属病院。
大地の検査を担当する。
カメラマン
演：中村嘉葎雄（第9話）
「フォトスタジオ ふたば写真館」の経営者。大地と羽雲の家族写真および大地の遺影作成のための写真を撮影する。大地が赤ちゃんの時に家族写真を撮った写真館でもある。
弁護士
演：金井駿司（最終話）
大地から親権の変更手続きを依頼されていると華織に話す。

## 主題歌
- JUJU「また明日...」（ソニー・ミュージックアソシエイテッドレコーズ）

## 挿入歌
- ハナエ「羽根」（EMIミュージック・ジャパン）

## スタッフ
- 原作：チョ・チャンイン著「グッドライフ」訳：金光英実・小学館文庫
- 脚本：大島里美、大久保ともみ
- 演出：三宅喜重（関西テレビ）、白木啓一郎（関西テレビ）
- 音楽：住友紀人
- 選曲：石井和之
- 技術協力：ジェニック
- 美術協力：フジアール
- 照明協力：日本照明
- 音響効果：スポット
- 編集・MA：ブル
- スタジオ：レモンスタジオ
- 制作協力：イメージフィールド（ラインプロデューサー：井之原尊）
- チーフプロデューサー：笠置高弘（関西テレビ）
- プロデューサー：木村淳（関西テレビ）
- アソシエイトプロデューサー：安藤和久（関西テレビ）
- 制作著作：関西テレビ放送

## 放送日程
| 各話                                                      | 放送日        | サブタイトル                   | 脚本         | 演出       | 視聴率 |
| --------------------------------------------------------- | ------------- | ------------------------------ | ------------ | ---------- | ------ |
| 第1話                                                     | 2011年4月19日 | パパはとっても悲しい生き物です | 大島里美     | 三宅喜重   | 9.5%   |
| 第2話                                                     | 2011年4月26日 | ぼく入院するの?                | 大島里美     | 三宅喜重   | 9.5%   |
| 第3話                                                     | 2011年5月03日 | パパの大事なもの               | 大島里美     | 白木啓一郎 | 8.3%   |
| 第4話                                                     | 2011年5月10日 | パパとボクの約束               | 大島里美     | 白木啓一郎 | 8.2%   |
| 第5話                                                     | 2011年5月17日 | ぼくの会いたい人               | 大島里美     | 三宅喜重   | 8.7%   |
| 第6話                                                     | 2011年5月24日 | 絆                             | 大島里美     | 三宅喜重   | 8.2%   |
| 第7話                                                     | 2011年5月31日 | 運命                           | 大島里美     | 白木啓一郎 | 8.6%   |
| 第8話                                                     | 2011年6月07日 | パパが伝えたい事               | 大島里美     | 白木啓一郎 | 9.0%   |
| 第9話                                                     | 2011年6月14日 | パパの生まれた町               | 大久保ともみ | 三宅喜重   | 8.3%   |
| 第10話                                                    | 2011年6月21日 | さよなら、パパ                 | 大島里美     | 白木啓一郎 | 8.3%   |
| 最終話                                                    | 2011年6月28日 | ありがとう、パパ               | 大島里美     | 三宅喜重   | 8.8%   |
| 平均視聴率 8.6%（視聴率は関東地区・ビデオリサーチ社調べ） |               |                                |              |            |        |

初回視聴率及び全話すべて一桁を記録したのは、同枠では『恋して悪魔〜ヴァンパイア☆ボーイ〜』以来となった。